# Quessigny
Quessigny foi uma antiga comuna francesa na região administrativa da Normandia, no departamento de Eure. Estendia-se por uma área de 4,44 km². Em 2010 a comuna tinha 122 habitantes (densidade: 27,5 hab./km²).
Em 1 de janeiro de 2016, passou a formar parte da nova comuna de La Baronnie.